# Thomas Klein (Historiker)
Thomas Klein (* 6. Juni 1933 in Berlin; † 28. Mai 2001) war ein deutscher Historiker. Er lehrte von 1972 bis 1998 als Professor für Neuere Geschichte an der Philipps-Universität Marburg. Er war Experte der nord- und mitteldeutschen Verwaltungs- und Landesgeschichte, aber auch der neueren sachsen-anhaltischen Geschichte.

## Leben und Wirken
Thomas Klein, Sohn von Elisbeth Klein, geborene Joneleit, und des Sozialpädagogen Peter Klein, besuchte von 1939 bis 1943 die 17. Volksschule in Berlin-Staaken. Er legte 1951 das Abitur am Freiherr-vom-Stein-Gymnasium in Berlin-Spandau ab. Ab Sommersemester 1952 studierte er in Berlin und für zwei Semester in Göttingen Geschichte und Latein. An der FU Berlin wurde er im Dezember 1960 mit der Arbeit Der Kampf um die zweite Reformation in Kursachsen 1586–1591 promoviert. Er legte 1961 in Berlin die erste Staatsprüfung in den Fächern Geschichte, Latein sowie in Erziehungswissenschaft und Philosophie ab. Klein war ein akademischer Schüler von Gerhard Oestreich. Auf Anregung Oestreichs hatte er für seine Dissertation ein Thema zum kursächsischen Kryptocalvinismus in den Jahren von 1586 bis 1591 übernommen. Er wurde 1961 sein Assistent am Friedrich-Meinecke-Institut und folgte ihm als Assistent zum Sommersemester 1962 an die Universität Hamburg und zum Wintersemester 1966/67 an die Philipps-Universität Marburg. Von 1966 bis 1972 war er Akademischer Rat und von 1972 bis 1998 Professor für Neuere Geschichte an der Universität Marburg. Er war dreimal Dekan des Fachbereichs 06 Geschichtswissenschaften.
Klein wurde 1972 Mitglied der Historischen Kommission für Hessen, 1977 dann Mitglied des Hauptausschusses und war von 1993 bis 1995 Stellvertretender Schatzmeister im Vorstand. Von 1976 bis 1991 war er Schriftleiter beim Hessischen Jahrbuch für Landesgeschichte. Von 1976 bis kurz vor seinem Tod war er Stellvertretender Vorsitzender des Wissenschaftlichen Prüfungsamtes für das Lehramt an Gymnasien im Nebenamt. Nach der Wiedervereinigung wurde er Mitglied der Historischen Kommission für Sachsen-Anhalt.
Als akademischer Lehrer betreute er 15 Dissertationen. Zu seinen akademischen Schülern gehört Olaf Mörke. Klein war evangelisch, ab 1959 mit Gitta Klein, geborene Kuhlenbäumer, verheiratet, hatte zwei Kinder und wohnte in Marburg. Er starb an einem Herzversagen.
Sein Schriftenverzeichnis umfasst 83 Titel. Klein konzentrierte sich nicht ausschließlich auf die Frühe Neuzeit, sondern behandelte auch Themen der Neuesten Geschichte und Zeitgeschichte. Schwerpunkte seiner Forschungen waren Reformation und Konfessionalisierung sowie deutsche Landesgeschichte. Im Jahr 1970 legte er eine Edition zur Geschichte der kursächsischen Kirchen- und Schulreformation von Urban Pierius vor. Er veröffentlichte 1975 einen Beitrag zu den Folgen des Deutschen Bauernkrieges von 1525. Außerdem publizierte er 1986 eine grundlegende Untersuchung über die Erhebungen in den deutschen Reichsfürstenstand von 1550 bis 1806. Großes Interesse hatte Klein auch an der modernen Verwaltungsgeschichte. Er arbeitete mit am von Walther Hubatsch begründeten Grundriß zur deutschen Verwaltungsgeschichte 1815–1945. Er betreute dabei die Bände 6 und 11 der Reihe A und war Herausgeber der Reihe B. Er arbeitete an der von 1983 bis 1985 von Kurt G. A. Jeserich, Hans Pohl und Georg-Christoph von Unruh herausgegebenen vierbändigen Deutschen Verwaltungsgeschichte mit. Dazu verfasste er rund vierzig Beiträge.
Ein weiterer Schwerpunkt Kleins war die Parteiengeschichte. Im Jahr 1985 erschien die große Untersuchung Der preußisch-deutsche Konservatismus und die Entstehung des politischen Antisemitismus in Hessen-Kassel (1866–1893). Ein Beitrag zur hessischen Parteiengeschichte. Klein übernahm die Edition der Gestapo-Lageberichte für Hessen-Nassau. Als Ergebnis seiner Editionstätigkeit konnten 1986 zwei Bände erscheinen. Die Edition schuf die Grundlage für eine Reihe von Aufsätzen zur Geschichte der frühen Jahre der NS-Diktatur. Außerdem gab er 1999 die Lageberichte des Obergerichtspräsidenten und Generalstaatsanwälte von Kassel, Frankfurt und Darmstadt für die Jahre 1940 bis 1945 heraus.
Mit seiner 1968 veröffentlichten Untersuchung Reichstagswahlen und -abgeordnete der Provinz Sachsen und Anhalt 1867–1918 rückte erstmals das Themenfeld Parteien, politische Wahlen und Parlamentarismus in sein Blickfeld. Zwei Jahrzehnte später gab er in den Jahren 1989 bis 1995 in drei Bänden die wahlgeschichtliche Quellensammlung Die Hessen als Reichstagswähler heraus. Die Quellensammlung wurde als „unverzichtbares und kaum zu unterschätzendes Standardwerk“ gewürdigt. Seit Mitte der 1990er Jahre befasste er sich mit den Wahlprüfungsverhandlungen des Deutschen Reichstages. Die Forschungen waren 1998 weitgehend abgeschlossen. Das Manuskript konnte er vor seinem Tode noch fertig stellen. Es wurde von seinem letzten Doktoranden Guido Gerstgarbe bearbeitet und zur Veröffentlichung geführt.

## Schriften
Ein Schriftenverzeichnis erschien in: Thomas Klein: „Gültig – ungültig“. Die Wahlprüfungsverfahren des Deutschen Reichstages 1867–1918 (= Veröffentlichungen der Historischen Kommission für Hessen. Bd. 51). Bearbeitet und eingeleitet von Guido Gerstgarbe. Elwert, Marburg 2003, ISBN 3-7708-1236-0, S. 533–545.
Editionen
- Die Lageberichte der Justiz aus Hessen 1940–1945 (= Quellen und Forschungen zur hessischen Geschichte. Bd. 123). Selbstverlag der Hessischen Historischen Kommission, Darmstadt 1999, ISBN 3-88443-075-0.
- Die Lageberichte der Geheimen Staatspolizei über die Provinz Hessen-Nassau, 1933–1936 (= Veröffentlichungen aus den Archiven Preußischer Kulturbesitz. Bd. 22). 2 Bände. Böhlau, Wien 1986, ISBN 3-412-05984-6.
- Der Regierungsbezirk Kassel 1933–1936. Die Berichte des Regierungspräsidenten und der Landräte (= Quellen und Forschungen zur hessischen Geschichte. Bd. 64). 2 Bände. Hessische Historische Kommission, Darmstadt 1985.
- mit Urban Pierius: Geschichte der kursächsischen Kirchen- und Schulreformation. Elwert, Marburg 1970, ISBN 3-7708-0408-2.

Monographien
- „Gültig – ungültig“. Die Wahlprüfungsverfahren des Deutschen Reichstages 1867–1918 (= Veröffentlichungen der Historischen Kommission für Hessen. Bd. 51). Bearbeitet und eingeleitet von Guido Gerstgarbe. Elwert, Marburg 2003, ISBN 3-7708-1236-0.
- Der preußisch-deutsche Konservatismus und die Entstehung des politischen Antisemitismus in Hessen-Kassel (1866–1893). Ein Beitrag zur hessischen Parteiengeschichte (= Veröffentlichungen der Historischen Kommission für Hessen. Bd. 59). Elwert, Marburg 1995, ISBN 3-7708-1057-0.
- Leitende Beamte der allgemeinen Verwaltung in der preußischen Provinz Hessen-Nassau und in Waldeck 1867–1945 (= Quellen und Forschungen zur hessischen Geschichte. Bd. 70). Historische Kommission für Hessen, Darmstadt 1988, ISBN 978-3-88443-159-7.
- Der Kampf um die zweite Reformation in Kursachsen 1586–1591 (= Mitteldeutsche Forschungen. Bd. 25). Böhlau, Köln u. a. 1962.